# Ле-Сен-Реми
Ле-Сен-Реми́ (фр. Lay-Saint-Remy) — коммуна во французском департаменте Мёрт и Мозель региона Лотарингия. Относится к кантону Туль-Нор. 

## География
Ле-Сен-Реми расположен в 60 км к юго-западу от Меца и в 31 км к западу от Нанси. Соседние коммуны: Тронд на севере, Ланёввиль-деррьер-Фуг на северо-востоке, Фуг, Панье-деррьер-Барин и Экрув на востоке, Сен-Жермен-сюр-Мёз и Урш-сюр-Мёз на юго-западе, Паньи-сюр-Мёз на западе.
Коммуна стоит в долине Валь-де-л'Эн, старом русле Мозеля, по которому сейчас проходит канал Марна — Рейн. Между Ле-Сен-Реми и Фугом находятся два параллельных тоннеля: по одному из них проходит железная дорога, по второму — канал.

## История
- На территории коммуны находятся следы галлороманского периода.

## Демография
Население коммуны на 2010 год составляло 346 человек.
| 1962 | 1968 | 1975 | 1982 | 1990 | 1999 | 2010 |
| ---- | ---- | ---- | ---- | ---- | ---- | ---- |
| 288  | 257  | 291  | 258  | 307  | 355  | 346  |

## Достопримечательности
- Канал Марна — Рейн, в том числе тоннель, через который он проходит, длиной 870 м.
- Церковь XIX века, фонтан Сен-Лежер.